# Conus carnalis
Conus carnalis é uma espécie de gastrópode do gênero Conus, pertencente à família Conidae.